# Össur Skarphéðinsson

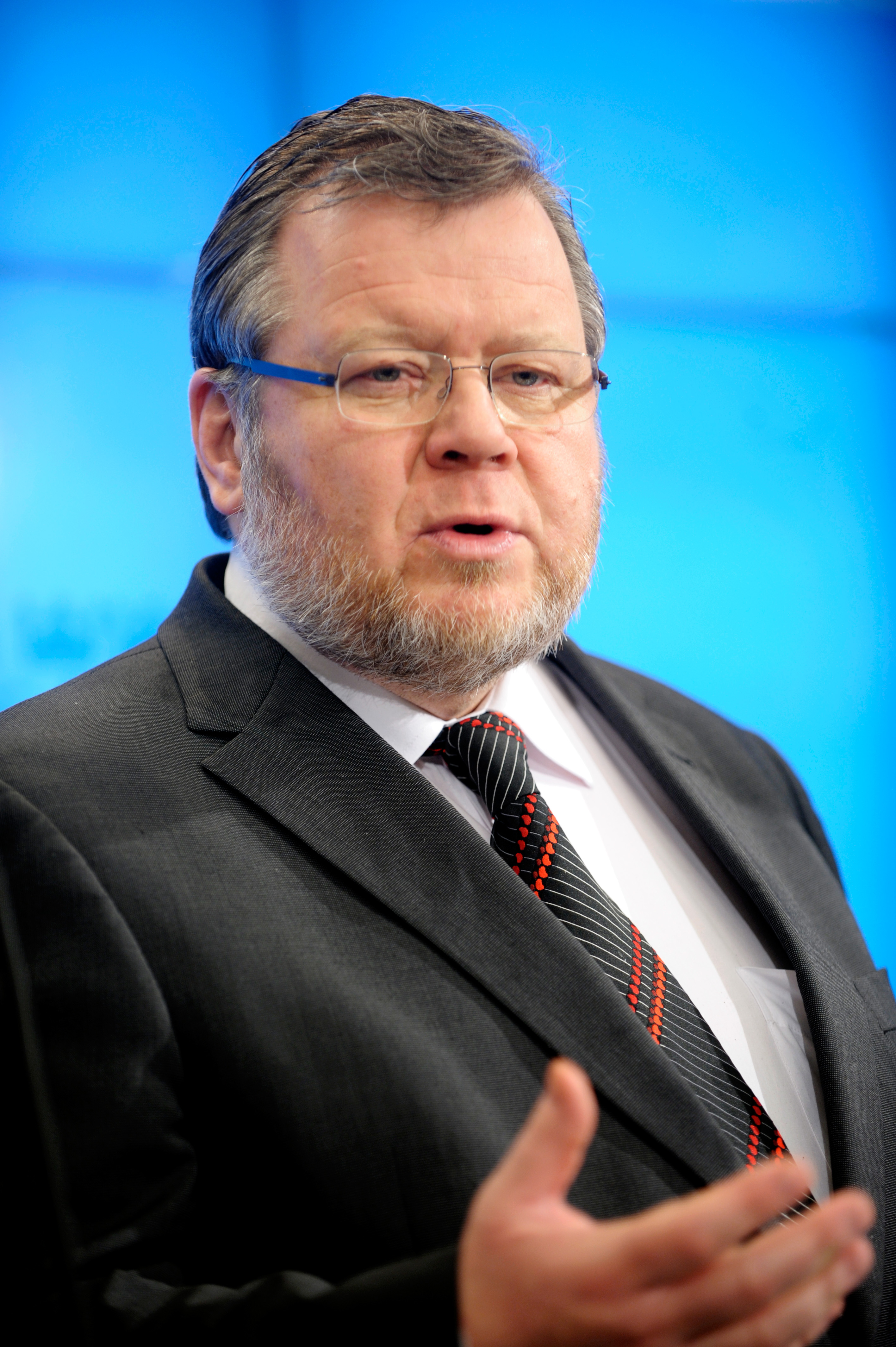
Össur Skarphéðinsson (2009)

Össur Skarphéðinsson (deutsche Transkription Össur Skarphedinsson, * 19. Juni 1953 in Reykjavík) ist ein isländischer Politiker der sozialdemokratischen Allianz. Er war von 1991 bis 2016 Abgeordneter im isländischen Parlament Althing und vom 1. Februar 2009 bis zum 23. Mai 2013 Außenminister seines Landes.

## Biografie
Össur Skarphéðinsson besuchte das Gymnasium Menntaskólinn í Reykjavík. Danach studierte er an der Universität Island Biologie und erhielt dort 1979 den Bachelor of Science. An der University of East Anglia erhielt er 1983 einen Doktorgrad in Physiologie, mit einer Spezialisierung auf Aquakultur.
Össur engagierte sich schon während seiner Studienzeit politisch, unter anderem war er 1976 bis 1977 Vorsitzender des Studentenrates der Universität Island. 1991 wurde er für die Sozialdemokratische Partei Islands ins Parlament gewählt und führte dort bis 1993 die Fraktion seiner Partei an. 1993 bis 1995 hatte er das Amt des Umweltministers inne. 
Nachdem die Sozialdemokraten in der neu gegründeten Allianz aufgegangen waren, hatte er von 2000 bis 2005 den Parteivorsitz inne. 2005 verlor er in einer Kampfkandidatur gegen Ingibjörg Sólrún Gísladóttir. Bereits im folgenden Jahr 2006 wurde Össur jedoch Fraktionschef im Althing. Am 24. Mai 2007 trat er in die Regierung von Geir Hilmar Haarde ein, zuständig für Industrie und Nordische Zusammenarbeit. Mit dem Regierungswechsel 2009 rückte er ins Außenministerium auf. Bei der vorgezogenen Parlamentswahl vom 29. Oktober 2016 stand Össur Skarphéðinsson an erster Stelle der Liste der Allianz für den Wahlkreis Reykjavík-Süd. Die Partei konnte in diesem Kreis jedoch keine Sitze mehr erringen.
Neben seinen politischen Tätigkeiten war Össur Skarphéðinsson von 1984 bis 1987 Herausgeber der Zeitung Þjóðviljinn, von 1996 bis 1997 der Zeitung Alþýðublaðið und 1997 bis 1998 der Zeitung Dagblaðið Vísir. Von 1987 bis 1988 unterrichtete er als Assistenzprofessor an der Universität Island.